# مهرجان بوسطن للفلم الفلسطيني
مهرجان بوسطن فلسطين السينمائي (BPFF) وهو مهرجان سينمائي سنوي يقام في بوسطن ماساتشوستس تأسس في عام 2007. يجلب المهرجان السينما والروايات والثقافة المتعلقة بفلسطين إلى جماهير نيو إنجلاند برسالة السينما والفن "عرض السرد الاستثنائي للفلسطينيين من خلالهم". أقيم المهرجان السنوي الثالث عشر في الفترة من 18 إلى 27 أكتوبر 2019.

## نظرة عامة
مهرجان بوسطن فلسطين السينمائي، هو برنامج تابع لجمعية الشرق الأوسط الخيرية والثقافية، وهي منظمة بموجب المادة 501 (ج) 3. يديره متطوعون ويشارك في تقديمه متحف الفنون الجميلة، بوسطن، ويتميز بأفلام وثائقية وميزات وأعمال مبكرة نادرة وقطع فنية بالفيديو، عن فلسطين وتاريخها وثقافتها ومجتمعها المشتت جغرافيا. بالإضافة إلى أفلام جديدة لفنانين وشباب ناشئين. تقدم الأعمال المختارة لمخرجين من جميع أنحاء العالم.
في كل عام، تتم دعوة صانعي الأفلام الضيوف من مختلف البلدان والمعلقين الخبراء ليكونوا جزءًا من المهرجان ومناقشة أعمالهم مع الجماهير. منذ تأسيسه في عام 2007، قدم مهرجان بوسطن فلسطين السينمائي أكثر من 300 فيلم يتعلق بفلسطين، بالإضافة إلى العديد من الحفلات الموسيقية وورش العمل والمعارض الفنية الكبرى.

## الفائزين
| سنة  | أفضل فيلم روائي طويل   | أفضل فيلم وثائقي طويل                                | أفضل قصير           |
| ---- | ---------------------- | ---------------------------------------------------- | ------------------- |
| 2019 | البرج                  | سجن جيل                                              | غير متاح            |
| 2018 | التقارير عن سارة وسليم | سفرة                                                 | غير متاح            |
| 2017 | غير متاح               | خياطة فلسطين                                         | عيني - عيني الثانية |
| 2016 | المعبود                | افتح بيت لحم                                         | غير متاح            |
| 2015 | عيون الحرامية          | المطلوبون الـ 18                                     | غير متاح            |
| 2014 | جيرافادا               | حبي ينتظرني عند البحر                                | غير متاح            |
| 2013 | غير متاح               | أصوات عبر الانقسام، عالم ليس عالمنا (فائزون مشاركين) | غير متاح            |
| 2012 | غير متاح               | الحرب من حولنا                                       | غير متاح            |
| 2011 | رجل بلا هاتف محمول     | غير متاح                                             | غير متاح            |
| 2010 | غير متاح               | القدس: قصة الجانب الشرقي                             | غير متاح            |

## إدارة

### لجنة تنظيم المهرجان
يتم تنظيم وإدارة مهرجان بوسطن فلسطين السينمائي من قبل لجنة تنفيذية مكونة من متطوعين:
- عرين بحور
- مايكل ماريا
- فاطمة رزاق
- رانيا سعيد
- نادية زيمو

### لجنة جمع التبرعات
- رولا أبو رجب
- كرامة هواش كوميرل
- رشا سروجي
- ماثيو واليسر

## أنظر أيضا
- مهرجان شيكاغو للفيلم الفلسطيني
- مهرجان شيكاغو السينمائي
- مهرجان DC للسينما والفنون

## وصلات خارجية
- Official website for the Boston Palestine Film Festival
- Fifth Annual Boston Palestine Film Festival (2011) - مجلة جدلية

- Dégradé  في قاعدة بيانات الأفلام على الإنترنت (بالإنجليزية)

{{مهرجان بوسطن للفيلم